# District de Hai Ba Trung
Hai Bà Trưng (vietnamien : Hai Bà Trưng) est un district urbain (quận) de Hanoï au  Viêt Nam.
Il porte le nom des héroïnes nationales vietnamiennes les deux Sœurs Trung.

## Lieux et monuments
- Lac Halais
- Pont Vĩnh Tuy
- Parc de la réunification.
- Lac Bay Mau
- Institut polytechnique de Hanoï
- École des beaux-arts du Viêt Nam

## Galerie

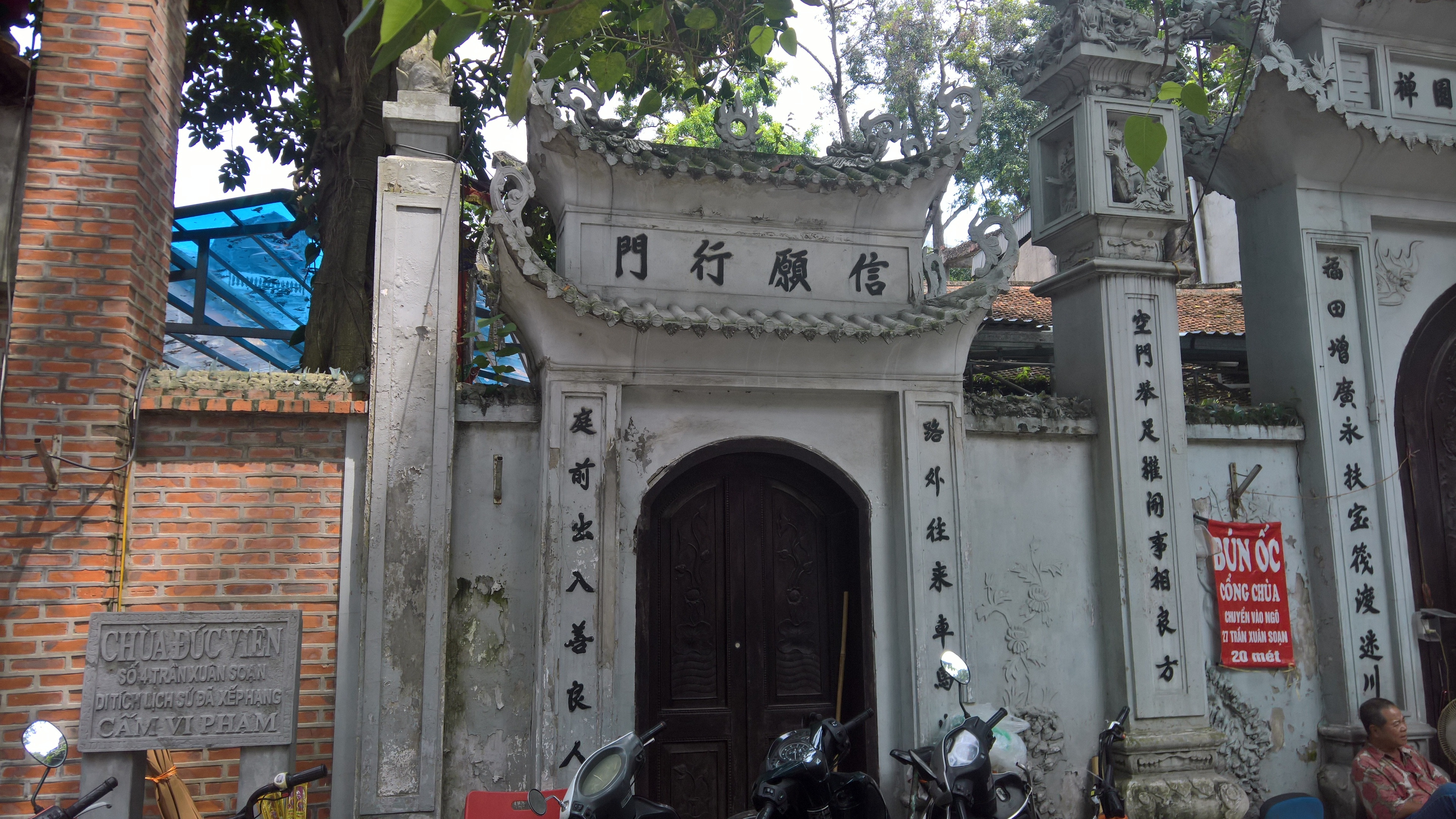
Pagode Đức Viên.
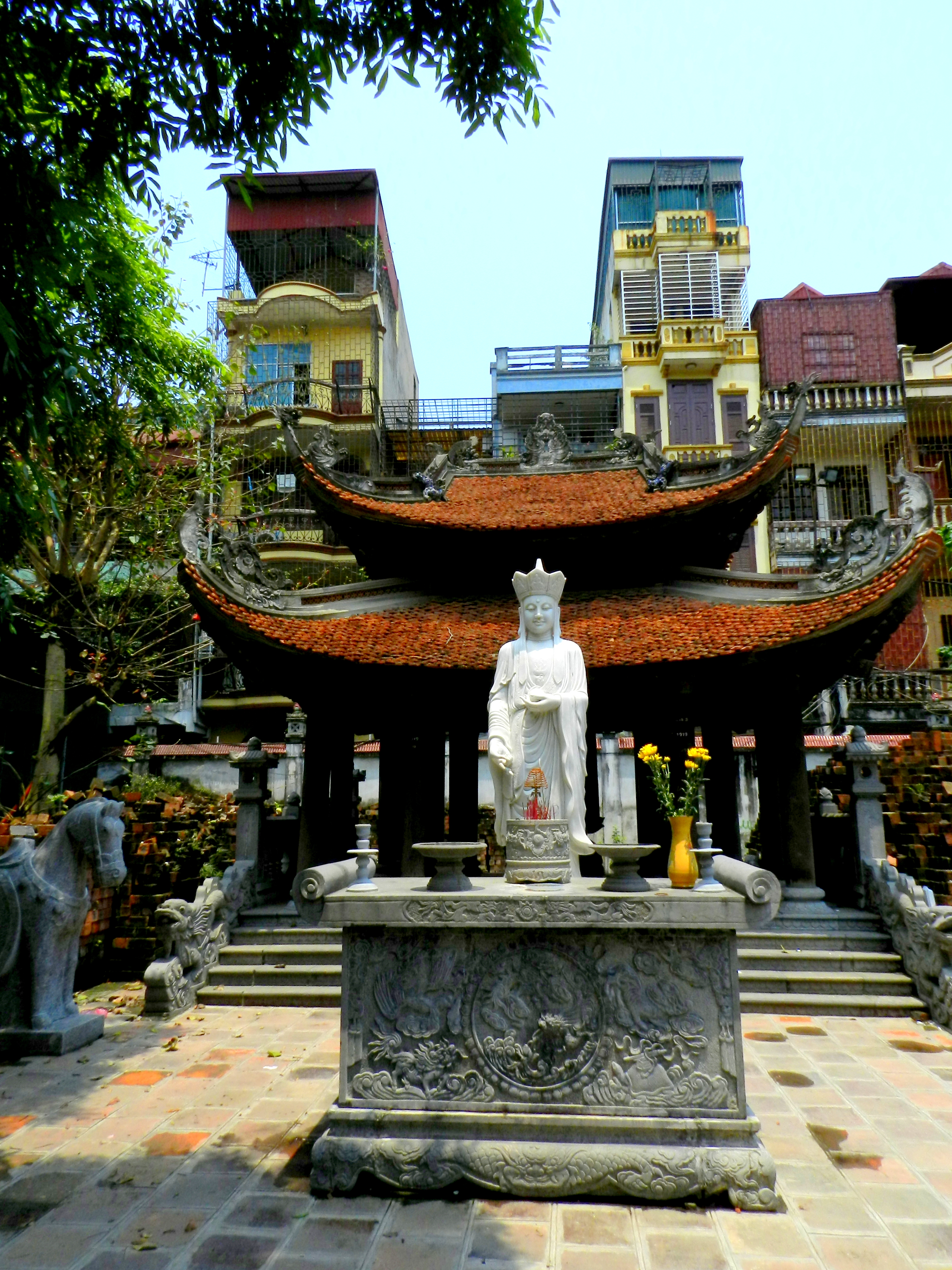
Temple de Hai Bà Trưng.
Vue de la tour Nikko.
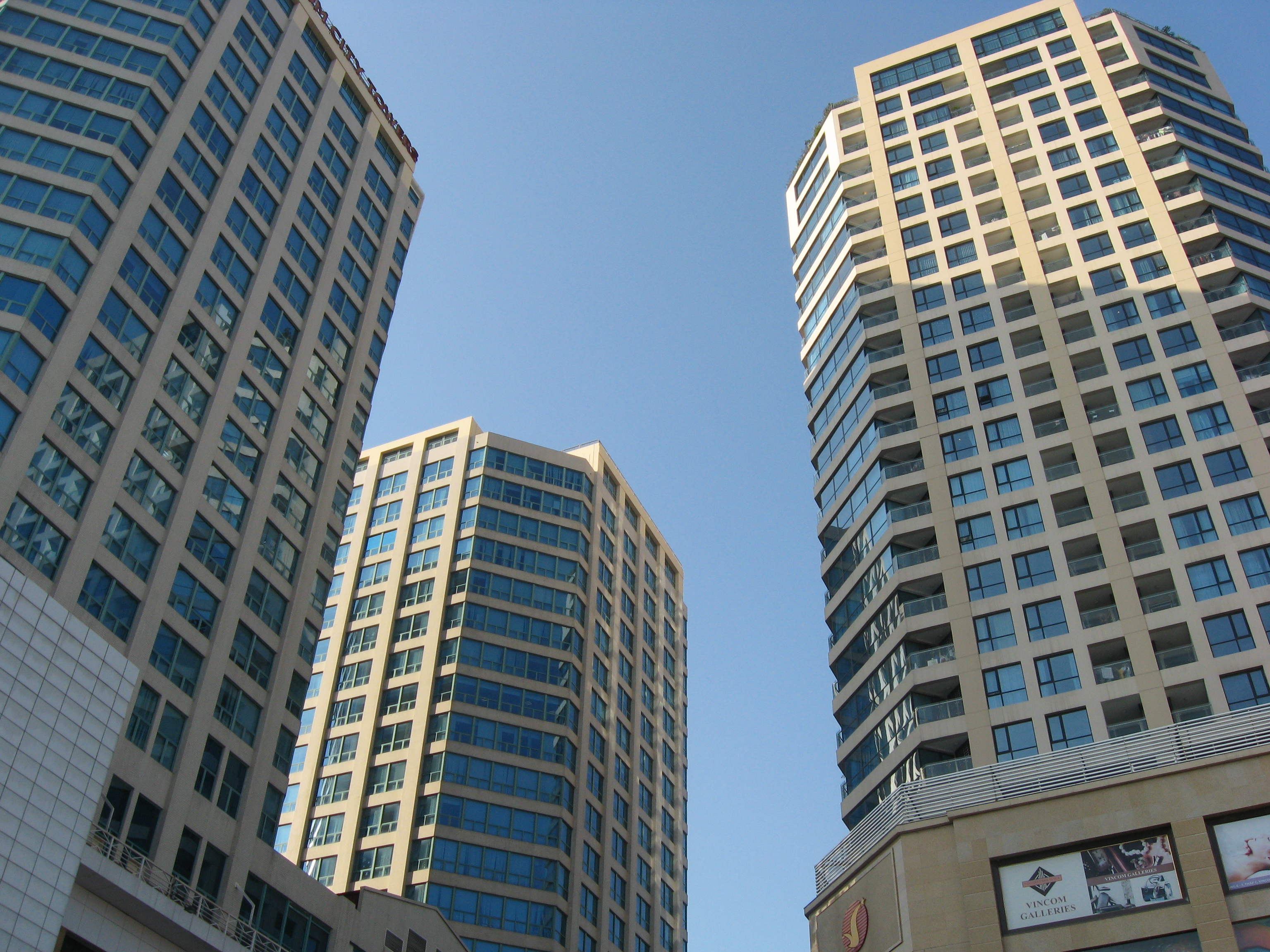
Les tours Vincom.
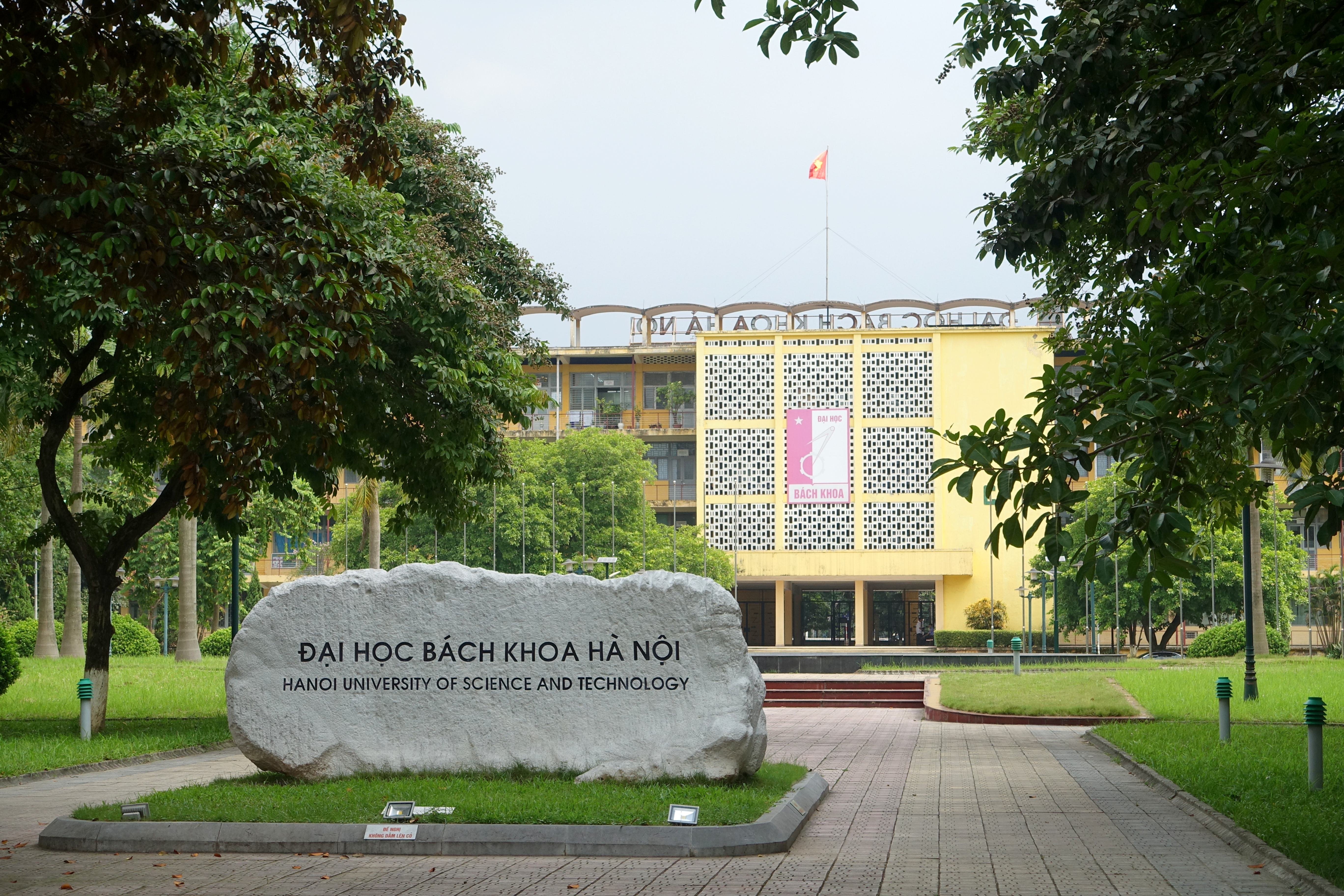
Institut polytechnique de Hanoï.